# فرانتیشک پروچازکا
فرانتیشک پروچازکا (انگلیسی: František Procházka; ۲۵ ژانویهٔ ۱۹۶۲ – ۲۷ آوریل ۲۰۱۲) بازیکن هاکی روی یخ اهل چکسلواکی بود.